# Пфаллер, Роберт
Роберт Пфаллер (род. в 1962) — профессор философии и теории культуры в Университете искусств и промышленного дизайна в Линце, Австрия; один из основателей психоаналитической исследовательской группы «stuzzicadenti».

## Биография
Первоначально Пфаллер преподавал в качестве профессора философии и культурологии в Университете художественного и промышленного дизайна в Линце и в Техническом университете Вены. С 2009 по октябрь 2014 года он был профессором философии в Университете прикладного искусства в Вене. Затем он вернулся в ныне переименованный художественный университет Линца.

## Философия
Пфаллер привлек международное внимание своими исследованиям интерпассивности (2000). Интерпассивность описывает практику передачи собственных действий и ощущений внешним объектам, то есть людям или вещам. Теория интерпассивности относится, главным образом, к области ощущений удовольствия, именно поэтому интерпассивность также можно описать как «делегированное наслаждение». Типичным примером этого в повседневной жизни является так называемый ‘консервированный смех’, явление проанализированное Славоем Жижеком. В ситкомах, в особенности американских, часто присутствует закадровый смех, который существует по мнения Жижека, чтобы смеяться вместо зрителя, тем самым спасает его от «усилий» его собственного смеха. [1]
В своей работе «Иллюзии других», основанной на психоаналитических соображениях Октава Маннони и культурной теории игры Йохана Хейзинги («homo ludens», ‘Человек играющий’), Пфаллер развил тезис о том, что существуют фантазии, которые нельзя отнести к конкретному человеку. В этом контексте Пфаллер говорит о присутствии «иллюзии без хозяина».
Основываясь на различии Маннони между «croyance» и «foi» (фр. ‘Вера’ и ‘Суеверие’), Пфаллер различает два типа воображения: воображение с хозяевами («это мое мнение и я поддерживаю») и воображение без хозяев. Последнее представляет собой воображение, которое не может быть рационально оправдано для человека и выражается в повседневных мифах и суевериях. Например, в таких формулировках, как: «Я знаю, что это глупо, но я все же должен знать, что мне обещает гороскоп». По мнению Пфаллера, наличие научного знания не только не мешает суеверию, но и укрепляет его. [3]
В этих ‘фантазиях без хозяев’ происходит обман несуществующего «наивного наблюдателя» — вмененного случая ретроспекции, которая основана только на внешнем её проявлении и может быть введена им в заблуждение.
В современной неолиберальной культуре Пфаллер известен прежде всего как сторонник избегания похоти и аскетизма. [3] Чем больше человек сознательно отказывается от похоти, тем сильнее возрастает его желание отрекаться. Пфаллер подхватывает эту идею, которая восходит к Максу Веберу и его работе «Протестантская этика», а позже получает дальнейшее развитие в книге Делёза и Гваттари ‘Анти-Эдип’. В своей книге они пишут: ""Вот почему фундаментальной проблемой политической философии остается та, которую смог поставить Спиноза (а Райх заново открыл): «Почему люди борются за свое рабство, как словно бы речь шла об их спасении? Как происходит, что они начинают кричать: ещё больше налогов! ещё меньше хлеба! Как говорит Райх, удивительно не то, что одни люди воруют, а другие бастуют, а скорее то, что голодные воруют не всегда, а эксплуатируемые не всегда бастуют: почему люди на протяжении веков терпят эксплуатацию, унижение, рабство, так что в итоге хотят их не только для других, но и для самих себя?»
В настоящее время Пфаллер видит потерю способности субъектов адекватно служить своим интересам — вместо желания самих объектов, в рамках классической протестантской этики, объект отвергается: «У меня нет Porsche, и это хорошо.»[5]
Пфаллер также видит изменения в мире труда: авторы Люк Болтански и Эв Кьяпелло [6] говорят о том, что труд и ‘не-работу’ едва ли можно разделить, существует так называемый ‘художественный’ капитализм:
 — Рабочие задания сформулированы нечетко и размыто.
 — Требуется постоянная готовность тратить время на выполнение этой работы.
 — Оплата этой работы является неопределенной.

## Гражданские инициативы
В 2013 году Пфаллер был одним из первых сторонников австрийского общественного движения «Mein Veto!» (‘Граждане против опеки’), а также основателем европейского движения «Взрослые для взрослых» (‘Граждане против покровительственной политики’). [7] Обе группы выступили (по собственным словам Пфаллера) «против трех аспектов текущей политики в ЕС», а именно «политики отцовства», «биополитики» и «псевдополитики» [7]. Оба этих движения спонсировались компанией British American Tobacco, второй по величине табачной компанией в мире. [8] [9] В сентябре 2013 года члены Европейского парламента получили письмо, подписанное Пфаллером по инициативе «Взрослые для взрослых», в котором содержался призыв к голосованию против запланированного ужесточения табачной директивы ЕС: в противном случае возникли бы опасения по поводу возобновления политики национал-социалистической эвтаназии [10]. С ироническим намерением была включена «бутылка французского красного вина, на этикетке которой были изображены предупреждающие шокирующие изображения повреждения печени» [11].

### Награды
За свою книгу «Иллюзии других» Роберт Пфаллер был удостоен звания «Недостающее звено» в 2007 году. Эта премия была присуждена Психоаналитическим семинаром Цюриха (PSZ) по случаю её 30-летия и была вручена впервые в 2007 году.
 Американский совет и Академия психоанализа (ABAPsa) наградили Пфаллера за лучшие книги, опубликованные в 2014 году и за англоязычную версию его исследования «Иллюзии других». On the Pleasure Principle in Culture: Illusions Without Owners).[12]

### На русском
- Роберт Пфаллер: Ради чего стоит жить. Начала материалистической философии[5]